# Ella Eyre
Ella Eyre, pseudonimo di Ella McMahon (Londra, 1º aprile 1994), è una cantante britannica. Diventata famosa principalmente grazie alle collaborazioni con Rudimental, Sigala ed altri produttori, la cantante ha pubblicato il suo album di debutto Feline nel 2015.

## Biografia

### Infanzia, inizio carriera,Feline(2012-2016)
Nata da padre giamaicano e madre maltese, Ella Eyre ha iniziato a farsi notare come nuotatrice professionista, prima di darsi alla musica. Mentre frequentava una "normale" scuola superiore, Ella prendeva lezioni anche presso la BRIT School for Performing Arts and Technology: in quest'ambiente ha i primi contatti col mondo della discografia, firmando un contratto prima con la Warner e infine con la Universal.
Nel 2012 collabora con i Bastille per due canzoni inserite nel mixtape Other People's Heartache, Pt. 2.
Nel 2013 avviene la prima vera svolta nella carriera di Ella: l'artista collabora nel singolo dei Rudimental Waiting All Night, che raggiunge il primo posto della classifica Official Singles Chart. Ella collabora anche con Wiz Khalifa e Naughty Boy per la traccia Think About It inserita nell'album Hotel Cabana di Naughty Boy, e con Tinie Tempah per Someday (Place in the Sun) (album Demonstration). Nel dicembre 2013 pubblica un EP intitolato Deeper.
Nel 2014 viene selezionata tra i finalisti del sondaggio Sound of 2014 redatto dalla BBC e riceve anche la nomination ai BRIT Awards 2014 nella categoria Critics' Choice (vinta da Sam Smith). Sempre nell'ambito dei BRIT Awards 2014, il singolo Waiting All Night vince nella categoria British Single. Tra 2014 e 2015, Ella pubblica tre singoli da solista che riescono tutti ad entrare nella top 20 britannica: If I Go, Comeback e Together. Ancora migliore è il destino della successiva collaborazione con DJ Fresh: il brano Gravity raggiunge la numero 4 nella medesima classifica.
Nel corso del 2015, Ella apre i concerti della popstar britannica Olly Murs. Il suo album di debutto Feline esce nell'agosto 2015, preceduto dal singolo Good Times. Il progetto sarà certificato oro in UK e darà modo ad Ella di portare avanti il suo primo tour da healiner. Nei mesi successivi, Eyre pubblica il singolo Swing Love, Sweet Chariot e vince ai MOBO Awards come artista femminile dell'anno.

### Secondo album, altre collaborazioni (2017-)
Dopo un anno di pausa, Ella Eyre ritorna con un concerto tenutosi al KOKO di Londra, in cui presenta anche delle canzoni al tempo inedite. Nei mesi successivi, Ella pubblica delle nuove collaborazioni di successo: "Came Here For Love" con Sigala e "EGO" con il rapper Ty Dolla Sign. Nei mesi successivi, Ella ha aperto concerti per le Little Mix e i The Script e pubblicato altri due singoli di successo: Answerphone con Banx & Ranx e Just Got Paid con Sigala, Meghan Trainor e French Montana. A partire dal 2019, Ella Eyre entra a far parte della Island Records e pubblica il singolo Mama con Banx & Ranx e Kiana Ledé.
Nel 2020, Ella Eyre ha pubblicato svariati nuovi singoli: New Me, LOV(E), Dreams e Careless. Tra 2021 e 2022 collabora con Becky Hill nel brano Business e coi DJ Alok, Kenny Dope e Never Dull nel singolo Deep Down.

## Discografia

### Album
- 2015 – Feline

### EP
- 2013 – Deeper
- 2015 – Ella Eyre

### Singoli
- 2013 – Deeper
- 2013 – Going On
- 2013 – Love Me Like You
- 2014 – If I Go
- 2014 – Comeback
- 2015 – Together
- 2015 – Good Times
- 2015 – Swing Low, Sweet Chariot
- 2017 – Came Here for Love (feat. Sigala)
- 2017 – Ego (feat. Ty Dolla Sign)
- 2018 – Answerphone (feat. Banx & Ranx, Yxng Bane)
- 2018 – Just Got Paid (feat. Sigala, Meghan Trainor, French Montana)
- 2019 – Mama (feat. Banx & Ranx, Kiana Ledé)
- 2020 – New Me
- 2020 – LOV(E)
- 2020 – Dreams
- 2020 – Careless
- 2022 – Deep Down (con Alok e Kenny Dope; feat. Never Dull)

### Altri
- 2015 – We Don't Have to Take Our Clothes Off